# Westminster Gazette
Westminster Gazette byl vlivný liberální britský deník, který byl založen v roce 1893. Vycházel v Londýně do 31. ledna 1928, kdy byl pohlcen konkurenčním deníkem Daily News.